# Agroecomyrmecinae
Agroecomyrmecinae zijn een onderfamilie van mieren, waartoe vijf soorten worden gerekend.

## Taxonomie
De volgende taxa zijn bij de onderfamilie ingedeeld:
- Tribus Agroecomyrmecini Carpenter, 1930
  - Geslacht  † Agroecomyrmex Wheeler, 1910
    -  † Agroecomyrmex duisburgi (Wheeler, 1910)
      - =  † Myrmica duisburgi Wheeler, 1910

  - Geslacht  † Eulithomyrmex Carpenter, 1935
    -  † Eulithomyrmex rugosus Carpenter, 1930
    -  † Eulithomyrmex striatus Carpenter, 1930

  - Geslacht Tatuidris Brown & Kempf, 1968
    - Tatuidris tatusia Brown & Kempf, 1968 (=T. kapasi Lacau & Groc, 2012)
- Tribus Ankylomyrmini
  - Geslacht Ankylomyrma Bolton, 1973
    - Ankylomyrma coronacantha Bolton, 1973